# Philipp Sander (Fußballspieler)
Philipp Sander (* 21. Februar 1998 in Rostock) ist ein deutscher Fußballspieler. Der zentrale Mittelfeldspieler steht bei Borussia Mönchengladbach unter Vertrag.

## Karriere
Sander spielte bis zur A-Jugend in Rostock für den SV Hafen sowie den FC Hansa und wechselte 2015 in die U19 von Holstein Kiel. Er wurde regelmäßig eingesetzt, spielte bevorzugt im linken Mittelfeld und nahm mit dem Team am Spielbetrieb der A-Junioren-Bundesliga teil. Im Mai 2017 folgte eine halbe Stunde für die zweite Herrenmannschaft in der Oberliga, in diese wurde Sander auch nach Abschluss seiner Ausbildung fest integriert. Seine Hauptposition war nun das offensive Mittelfeld, die Gewöhnung an den Herrenfußball gelang und mit fünf Scorerpunkten trug Sander zum dritten Platz bei. Durch den Verzicht der beiden besserplatzierten Teams trat der Mittelfeldspieler mit Kiel II in der Aufstiegsrelegation an und erzielte drei Treffer beim 7:0 gegen den Brinkumer SV. Als Tabellenerster konnte man sich letztendlich für die Regionalliga Nord qualifizieren.
In der vierten Liga rückte Sander weiter nach hinten und spielte fortan im zentralen Mittelfeld. Der Klassenerhalt wurde als Zehnter erreicht und beim „Nordderby“ gegen den Hamburger SV, das mit 3:1 gewonnen wurde, durfte er eine Minute vor Spielende erstmals für die Profis in der 2. Bundesliga auf dem Platz stehen. Verletzungsbedingt verpasste der Mittelfeldspieler Teile der Saison 2019/20, kam aber neben weiteren unterklassigen Partien auch zu vier weiteren und vor allem längeren Spielen für die Profis. Ab März 2020 fand kein weiteres Oberligaspiel mehr statt, da der Spielbetrieb aufgrund der COVID-19-Pandemie nicht wieder aufgenommen wurde.
Zur Erlangung von Spielpraxis auf höherem Niveau wurde für die Drittligasaison 2020/21 ein Leihgeschäft mit dem Aufsteiger SC Verl vereinbart.
Im Sommer 2023 verlängerte er seinen Vertrag in Kiel bis 2027. Am 20. Mai 2024 gab Holstein Kiel den Wechsel Sanders zum Bundesligakonkurrenten Borussia Mönchengladbach bekannt.

## Erfolge
- Aufstieg in die Bundesliga: 2024